# Droga krajowa nr 150 (Kostaryka)
Droga krajowa nr 150 (hiszp. Ruta Nacional Secundaria 150/Ruta 150) – jedna z dróg krajowych w Kostaryce. Znajduje się ona w prowincji Guanacaste.

## Opis
W prowincji Guanacaste droga krajowa nr 150 przebiega przez kanton Nicoya (przez dystrykty Nicoya, San Antonio, Sámara i Belén de Nosarita).